# Венеција де Жос (Брашов)
Венеција де Жос (рум. Veneția de Jos) насеље је у Румунији у округу Брашов у општини Парау. Oпштина се налази на надморској висини од 445 m.

## Историја
Према државном шематизму православног клира Угарске 1846. године у месту "Алсо Венице" има 142 породице. Православни парох је поп Матеј Коменић.

## Становништво
Према подацима из 2002. године у насељу је живело 728 становника.

### Попис2002.
| Расподела становништва по националности 2002.‍ | Расподела становништва по националности 2002.‍ | Расподела становништва по националности 2002.‍ | Расподела становништва по националности 2002.‍ | Расподела становништва по националности 2002.‍ |
| --------------------------------------------- | --------------------------------------------- | --------------------------------------------- | --------------------------------------------- | --------------------------------------------- |
|                                               |                                               |                                               |                                               |                                               |
| Румуни                                        | Румуни                                        |                                               | 690                                           | 94,8%                                         |
| Мађари                                        | Мађари                                        |                                               | 12                                            | 1,6%                                          |
| Роми                                          | Роми                                          |                                               | 26                                            | 3,6%                                          |